# American Idol (сезон 6)
Шестой сезон музыкального телешоу American Idol проходил с 16 января по 23 мая 2007 года. Судьями сезона были Саймон Ковелл, Пола Абдул и Рэнди Джексон, участвовавшие во всех предыдущих сезонах. Ведущий — Райан Сикрест. Победительницей шестого сезона стала Джордин Спаркс, финалистом — Блейк Льюис. 17-летняя Джордин Спаркс стала самой молодой победительницей за историю шоу.

## Финалисты
1. Джордин Спаркс
2. Блейк Льюис
3. Мелинда Дулиттл
4. ЛаКиша Джонс
5. Крис Ричардсон
6. Фил Стейси
7. Санджайа Малакар
8. Холей Скарнато
9. Джина Глоксен
10. Крис Слай
11. Стефани Эдвардс
12. Брэндон Роджерс